# Sendero Europeo E-4

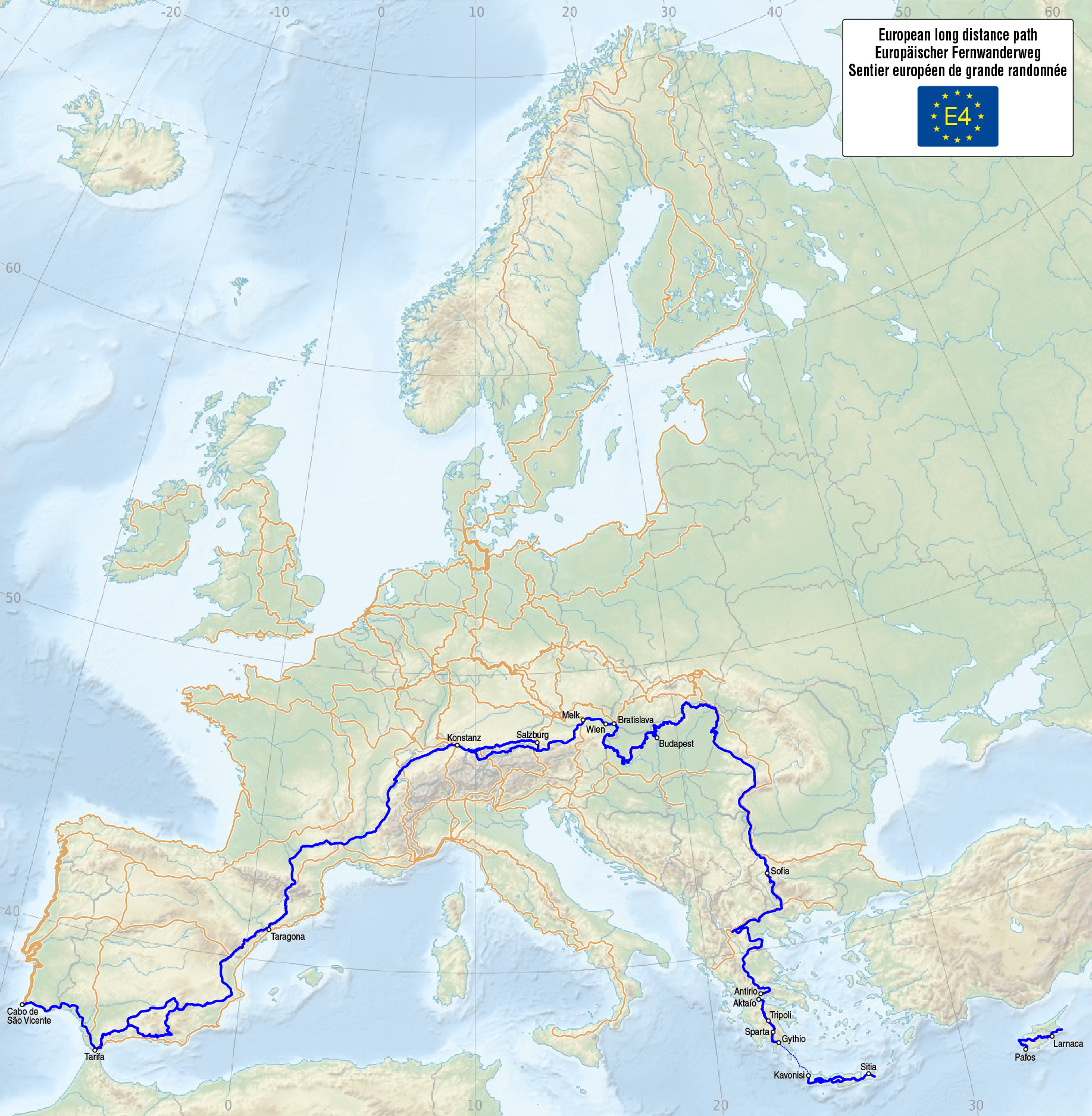
Mapa del recorrido del sendero E-4.

El Sendero Europeo E4 es uno de los Senderos Europeos de Gran Recorrido que empieza en el punto más al sur del continente europeo, en Tarifa (España), y continúa a través de Andorra, Francia, Suiza, Alemania, Austria, Hungría, Rumanía, Bulgaria, Grecia y Chipre.

## Características técnicas
La longitud total del camino es de alrededor de 10.500 kilómetros.

## Itinerario
El itinerario no está del todo realizado, pues faltan algunos tramos en Rumanía, parcialmente en Bulgaria y la parte de Chipre.
| Estado           | Longitud del camino en el Estado                     | Rasgos |
| ---------------- | ---------------------------------------------------- | --- |
| España           | 2.750 km                                             | En España, el E-4 coincide con el GR-7, como también lo hará en buena parte de su recorrido en Francia. En Andalucía, hay dos ramales. Un primer tramo coincide, entre Tarifa y Villanueva de Cauche, con 11 etapas y 268,5 km, con una variante GR-7-9, de Antequera a Cuevas Bajas. Sale del Tarifa por la costa, sube a la sierra de Ojén, en Cádiz, atraviesa el Parque natural de Los Alcornocales y la sierra de Grazalema por Ubrique, entra en la provincia de Málaga y atraviesa la serranía de Ronda hasta Antequera. Al lado, en Villanueva de Cauche, se divide en dos. Por un lado, 21 etapas con 443 km, el ramal norte que sigue por la provincia de Córdoba, cruza las sierras subbéticas, pasa por Priego de Córdoba y, en la provincia de Jaén, por el Parque natural de las Sierras de Cazorla, Segura y Las Villas, y finalmente entra en la provincia de Granada por Santiago de la Espada y conecta con el otro ramal en Puebla de Don Fadrique. Por el otro, el ramal sur, 23 etapas con 451 km, se adentra en la provincia de Granada, cruza una parte de Sierra Nevada por la Alpujarra, la sierra de Baza y termina en Puebla de Don Fadrique. En Murcia hay 6 etapas con 183,5 km, entre Puebla de Don Fadrique y El Pinós, en la provincia de Alicante. En la Comunidad Valenciana hay 36 etapas con 583 km, entre El Pinós y Fredes, pasando por Alcoy, El Rebollar y Morella, y entre las zonas de interés natural, el Parque natural del Carrascal de la Fuente Roja, el Parque natural de la Sierra de Mariola (ambos en la zona de Alcoy, Alicante), la reserva de caza de la Muela de Cortes, en Cortes de Pallás (etapa 13 en Valencia), y los Puertos de Tortosa-Beceite, con el Parque natural de la Tenencia de Benifasar, entre Vallibona y Fredes, última etapa de la comunidad. En Cataluña, existe desde 1974. Consta de 25 etapas con 400 km, aunque las dos últimas etapas incluyen Andorra. A su paso, se encuentra con numerosos GR. Entra en la región desde Fredes en dirección al refugio de Caro, en el Parque natural dels Ports, cruza el río Ebro en Benifallet y lo sigue durante un tramo hasta Rasquera, sube por la sierra de Tivisa, cruza Colldejou, Argentera, la serra de Pradell y el coll de la Teixeta, donde empieza el sendero del Priorato, atraviesa después las montañas de Prades y entre Pontils y Bellprat pasa de las provincia de Tarragona a la de Barcelona, donde cruza el río Noya al norte de Jorba, sigue hacia el norte por la sierra de Rubió, Salavinera, Pinós, el santuario del Miracle, Solsona, desde donde entra en los Pirineos por San Lorenzo de Morunys, Tuixén, donde se une al GR-150, el coll de Bancs, a 1382 m, entre el Montsec y el Cadí, y descenso a la Seo de Urgel, desde donde entra en Andorra por La Farga de Moles, en el río Valira. Desde aquí hay unos 40 km hasta Porta, en Francia. |
| Andorra          | 44 km                                                | En Andorra, el camino es muy montañoso y salva importantes deniveles si no se hace por carretera, en cuyo caso serían uns 52 km. El GR-7 equivalente al E-4 europeo, empieza en La Farga de Moles, a 850 m y apenas entrar se desvía hacia el este para subir a Juberri, a 1281 m. Sigue por los pueblos de Aubinyà y Llumeneres y baja a Escaldes, a 1181 m. Desde aquí, sube por el río Madriu hasta el refugio del Riu dels Orris, a 2230 m. El camino sigue subiendo hasta el estany de l'Illa, a 2513 m y, por un camino difícil, hasta el pico de Pessons, a 2864 m y la collada de Pessons, a 2775 m, desde donde desciende por el circo de Pessons, siguiendo toda la cadena de lagos hasta el Primer de Pessons, a 2300 m y desde allí hacia el sudeste en ascenso de nuevo hasta la Portella de Joan Antoni, a 2681 m, y la Portella Blanca de Andorra, a 2521 m, desde donde desciende por la ribera de Campcardós hasta la localidad francesa de Porta. |
| Francia          | 1.100 km                                             | En Francia hay dos posibles rutas. En la primera, el E-4 coincide con el GR-7, que va desde Andorra a Alsacia. En la segunda, es la suma de varios GR parciales que conducen a Ginebra o a Culoz, a 60 km de la anterior. El GR-7 consta de 57 etapas y 1471 km, pero si el objetivo es llegar a Ginebra para enlazar con el Camino de las Crestas del Jura, en Suiza, debe abandonarse antes para enlazar mediante el GR-4 con el GR-9. El GR-7 sale de Porta, pasa por el lago o estany de Lanós hasta Orlu, sigue en línea recta hacia el norte por Mirepoix, en el Ariège, a 115 km, vira hacia el nordeste hasta Les Cammazes, a 180 km, pasa al norte de Carcasona por el Parque natural regional del Alto Languedoc hasta Avèze, a 430 km, y desde allí sigue hacia el norte, pasando por el collado de la Croix de Berthel, a 1088 m, en las Cevenas, en el Macizo Central, a unos 515 km, y el Col de la Chavade, a 1266 m, en el Ardeche, en la divisoria de aguas Atlántico-Mediterráneo, a 600 km de la frontera andorrana. Sigue por el valle del Ródano hasta Montrottier, al oeste de Lyon, a unos 780 km. Desde aquí, el camino se adentra en la Borgoña, pasa al oeste de Dijon, por Darois y vira finalmente hacia el este en Dombrot-le-Sec, en los Vosgos para terminar en el Ballon d'Alsace, en Alsacia, muy lejos de donde se inicia el camino en Suiza, a unos 200 km al norte de Borex. No obstante, se podría enlazar a través de Basilea (a 70 km) con el Jura Crest Trail, que representa el E-4 suizo, en Hauenstein. El GR-36 une Bourg-Madame, en la frontera española, con la ciudad de Ouistreham, en Normandía, tras recorrer 1908 km. En un primer tramo, entre Bourg-Madame, junto a Puigcerdà, y Sournia, recorre 125 km entre montañas, atraviesa el Parque natural regional de los Pirineos catalanes, bordea el Canigó, llegando a 2365 m, y sigue hacia el norte hasta Sournia. En un segundo tramo, de 107 km, atraviesa el macizo de las Corberas y llega hasta Lagrasse y Ribaute, en el Aude. En un tercero, sale de Ribaute, pasa por Carcasona y, tras pasar la Montaña Negra, de 1210 m, de altura, se encuentra con el GR-7 en Mazamet, a 95 km. Si se quiere llegar hasta donde se inicia el camino suizo, hay que pasar en primer lugar del GR-7 al GR-9 a través del GR-4 francés, un sendero de 1470 km que atraviesa Francia de oeste a este, desde Royan, en la desembocadura del Garona, hasta Grasse, al norte de Marsella. El GR-4 encuentra al GR-7 en el Parque natural regional de los montes Ardeche, en el Auberge du Bez, Borne, al sur del Col de la Chavade, en la divisoria de aguas Atlántico-Mediterráneo, y se dirige hacia el sudeste para encontrar al GR-9 al norte del Monte Ventoux, en la mitad de la etapa que va de Mondragon (Vaucluse) a Simiane-la-Rotonde. Es más corto, si se pasa en Aiguèze del GR-4 al GR-42, que se dirige al norte y enlaza con el GR-429 en Viviers, desde donde sigue hacia el este hasta Dieulefit para encontrar el GR-9. Este sigue hacia el norte por Grenoble, hasta Yenne, donde se puede cambiar al GR-65 que va a Ginebra o seguir por el GR-9 hasta Mijoux, en el Parque regional del Alto Jura y Les Rousses, donde se encuentra con el GR-5 que desciende hasta Nyon, junto al Lago Leman y se inicia el camino suizo. |
| Suiza            | 450 km                                               | La ruta suiza del E-4 no está completamente señalada, sin embargo, puede hacerse un recorrido alternativo que atraviesa el país de oeste a este en dos partes. En primer lugar, la ruta conocida como Jura Crest Trail o Jurahöhenweg, en francés Chemin des Crêtes du Jura (Camino de las Crestas del Jura), que existe desde 1905. No es tan alpina como la austriaca, ya que en vez de atravesar los Alpes, atraviesa los montes Jura por el norte del país. Empieza en Borex, distrito de Nyon, a unos 22 km al norte de Ginebra, a orillas del lago Leman, y termina en Dielsdorf, 15 km al norte de Zúrich, a unos 320 km de Borex. Puede hacerse entre 16 y 18 etapas, y oscila entre los 320 y los 1680 m de altitud. La segunda parte va desde Dielsdorf hasta Rheineck, al sur del lago Constanza, en la frontera alemana, a unos 150 km. |
| Austria          | Alpina, 1.414 km Subalpina, 700 km + Alemania 550 km | En Austria hay varias alternativas. El recorrido principal, de 1.414 km, de oeste a este, atraviesa las montañas de los Alpes y termina numerosas etapas en refugios alpinos con cierta dificultad en los tramos. La ruta principal empieza en Bregenz, a 440 m, a orillas del lago Constanza, cerca de la ciudad alemana de Lindau. La parte occidental del E-4 austriaco comprende 18 etapas y 495 km, y termina en Kufstein, con al menos 11 noches en refugios. La parte central comprende 17 etapas y 441 km, con al menos 13 etapas en refugio y 3 pasos de glaciar, en las etapas que van del refugio de Riemann, a 2177 m, al de Matrashaus, a 2.941 m, la siguiente hasta Werfen, a 548 m, y la que va del refugio de Adamek, a 2196 m, al de Simony, a 2206 m. Esta parte media acaba en Spital am Pyhrn, a 640 m. La parte oriental de la ruta tiene 19 etapas y 478 km. Las primeras doce etapas tienen cierta dificultad, pero las siguientes siete son de recorrido fácil, aunque algunas muy largas, como la que va de Maria Schutz a Hochwolkersdorf, de 48 km. Desde aquí se desciende a Mattersburg, a 256 m, y el resto es recorrido llano hasta Köszeg, a 280 m, en la frontera húngara. La alternativa subalpina recorre el sur de Alemania por la Alta Baviera desde Lindau hasta Salzburgo pasando por Algovia, Neuschwanstein, Unterammergau y los lagos de Baviera a lo largo de unos 550 km, e inicia aquí su recorrido en Austria, desde Salzburgo a Salzkammergut y Wienerwald, unos 550 km, y desde aquí otros 150 km hasta Hainburg an der Donau, muy cerca de Bratislava, en la frontera con Eslovaquia. |
| Hungría          | 1.331 km                                             | - de Kőszeg (Monte Kőszeg) a Sátoraljaújhely (Monte Zemplén) (1.063 km) - Recorrido del Blu Tour de Hungría - de Sátoraljaújhely a Nagykereki (262 km) - Recorrido del Blu Tour de la Llanura: Sátoraljaujhely, Kisvárda, Nyirbátor, Bánk, Nagykereki. - de Nagykereki a Ártánd (6 km) - Frontera con Rumanía |
| Rumanía          | (recorrido no definido)                              | (recorrido no definido) |
| Serbia           | (recorrido no definido)                              | El paso por Serbia es una alternativa a Rumanía descrita por la Asociación Serbia de Montaña (Planinarski Savez Srbije). Empieza en la población de Dala, en la frontera de Serbia con Hungría. Para alcanzar este punto, la ruta continúa desde Nagykereki, en Hungría, cerca de la frontera rumana, hacia el sur, hasta Szeged, en la frontera serbia. Luego, el E4 cruza la Vojvodina hasta Belgrado y desde aquí sigue el río Danubio y cruza varias sierras hasta llegar a la frontera búlgara, en Dimitrovgrad. |
| Bulgaria         | 250 km (recorrido parcial)                           | En Bulgaria, el camino señalizado empieza en el barrio de Dragalevtsi, de Sofía, pasa por la estación de esquí de Vitosha, sube hasta la cima del monte Vitosha, el Cherni Vrah o Cima Negra,a 2.290 m, y sigue hacia el sur a través de la sierra de Verila hasta las Montañas Rila. Pasa a través de los Siete Lagos de Rila y sube hasta el pico de Malyovitsa, de 2,729 m. Continúa hasta el refugio Kobilino Branishte y sigue hacia el sur hasta el paso de Predel y las montañas Pirin, donde se ascienden los tres picos principales: Banski Suhodol, de 2.884 m; Kutelo, de 2.908 m, y Vihren, de 2.914 m. Se sigue por la carena de Koncheto y se desciende hasta el refugio de Vihren, a 1.915 m. El camino, poco marcado, pasa luego por la cima de Orelyak, de 2.099m, sigue hasta Popovi Livadi y acaba en Petrovo, cerca de la frontera de Grecia, donde se puede tomar un bus hasta Kulata. |
| Grecia con Creta | 2.000 km                                             | En Grecia, el recorrido empieza en Promachonas, en la frontera con Bulgaria, al otro lado de Kulata. Desde aquí sigue hacia el oeste por Rodhopoli, Doirani, Archangelos, Loutraki, Skopos y Flórina a lo largo de unos 300 km. Después gira hacia el sudeste y pasa por Amindeo, Rizomata y Díon, cerca de la costa del mar Egeo, a unos 160 km. Desde Díon va hacia el sur hasta Litóchoro, y vuelve hacia el oeste, para pasar por el monte Olimpo (a unos 25 km) y Kokkinopilos (a 40 km). Luego sigue hacia el sudoeste hasta Meteora (a unos 100 km), y de nuevo en línea recta hacia el sur hasta Agrafa (unos 100 km), y luego hacia el sudeste hasta Viniani, a 40 km. Ya en el centro de Grecia, el camino sigue hacia el sur y sudeste pasando por Karpenisi, Artotina, Kaloskopi y Delfos (a unos 200 km de Agrafa), desde donde desciende a la cercana Itea en el golfo de Corinto. En el Peloponeso, el camino (de unos 300 km) empieza en Diakopto y sigue hacia el sur en línea recta por Kalávrita, Vitina, Trípoli, Esparta (a unos 170 km de Diakopto) y la cercana Mistrá en el monte Taigeto, donde se pasa por el refugio del Taigeto, a 1550 m de altitud. Sigue hacia el sur a Kastania y Gitión, en el golfo de Laconia. Aquí se coge el ferri hasta Kísamos, en Creta. En Creta atraviesa la isla de oeste a este empezando en Kísamos, pasando luego por Kefali, Elafonisi, Paleochora, Sougia, Agia Roumeli, Loutro, la meseta de Nida, Anogia ... para terminar en Kato Zakros después de haber atravesado el Valle de los Muertos. |
| Chipre           | 540 km                                               | Sale del Aeropuerto Internacional de Pafos, al oeste, sube hacia la península de Akamas, atraviesa las montañas Troodos y acaba en Lárnaca. |